# Kalyazinsky (huyện)
Huyện Kalyazinsky (tiếng Nga: ? райо́н) là một huyện hành chính tự quản (raion), của Tỉnh Tver, Nga. Huyện có diện tích 1653 km², dân số thời điểm ngày 1 tháng 1 năm 2000 là 26000 người. Trung tâm của huyện đóng ở Kalyazin.